# Городище (Тавдинский муниципальный округ)
Городище — село в Тавдинском городском округе Свердловской области России. Административный центр Городищенского сельсовета.

## История
Образовано при объединении села Малое Городище и деревни Большое Городище 1 апреля 1977 года.

## География
Расположено в 22 км к юго-востоку от города Тавды.
Климат
Климат континентальный с холодной зимой и тёплым летом.

## Население
| 2002 | 2010 | 2021 |
| ---- | ---- | ---- |
| 847  | ↘613 | ↘377 |